# Nolčovo
Nolčovo (Hongaars: Nolcsó) is een Slowaakse gemeente in de regio Žilina, en maakt deel uit van het district Martin.
Nolčovo telt 233 inwoners.